# Cordulegaster amasina
Cordulegaster amasina is een echte libel uit de familie van de bronlibellen (Cordulegastridae).
De wetenschappelijke naam van de soort werd in 1916 als Cordulegaster insignis amasina (geschreven als "amasinus") gepubliceerd door Kenneth J. Morton.